# Marco Pantani
Marco Pantani (* 13. Januar 1970 in Cesena; † 14. Februar 2004 in Rimini) war ein italienischer Radrennfahrer. 1998 gewann er die Tour de France und den Giro d’Italia.
Pantanis aggressive Fahrweise und sein attackierender Stil machten ihn zu einem der beliebtesten Radsportler der späten 1990er Jahre. Mit einer Größe von 1,72 Metern und 52 Kilogramm Renngewicht hatte er perfekte körperliche Voraussetzungen für einen Bergspezialisten. Er hält bis heute die Bergrekorde der ikonischen Anstiege nach Alpe d’Huez (36′50″) und zum Mont Ventoux (46′00″).

## Sportliche Laufbahn

### Jugend und erste Profijahre
Im Alter von elf Jahren trat Pantani dem GC Fausto Coppi in Cesenatico bei. Sein größter Erfolg als Amateur gelang ihm mit dem Sieg des Giro d’Italia Dilettanti im Jahr 1992, nachdem er 1990 Dritter und 1991 Zweiter geworden war.
Noch im selben Jahr unterschrieb Pantani seinen ersten Profivertrag beim Team Carrera-Jeans-Vagabond und erreichte in seinem ersten Profirennen, dem Gran Premio Cittá di Camaiore, den zwölften Platz. Im Jahr darauf sammelte er erste Erfahrungen bei größeren Rundfahrten und wurde Gesamtfünfter der Bergwertung beim Giro del Trentino. Bei seinem ersten Start des Giro d’Italia musste er nach der 18. Etappe aufgeben.
1994 beendete Marco Pantani den Giro del Trentino und den Giro della Toscana jeweils auf dem vierten Platz, bevor er als Teammitglied des Mitfavoriten Claudio Chiappucci zum zweiten Mal beim Giro d’Italia startete. Auf der 14. Etappe fuhr er zu seinem ersten Sieg als Profi und legte auf der folgenden Etappe seinen zweiten Sieg nach. Im Gesamtklassement belegte Pantani den zweiten Platz. Miguel Indurain verwies er auf den dritten Platz, knapp drei Minuten Rückstand hatte Pantani auf den Sieger Eugeni Berzin. Im selben Jahr startete er auch bei der Tour, beendete diese auf dem dritten Platz, hinter Indurain und Pēteris Ugrjumovs. Pantani wurde bester Jungprofi und Zweiter in der Bergwertung.
In der Saison 1995 kollidierte Pantani beim Training mit einem Auto und verletzte sich, so dass er nicht beim Giro starten konnte. Er fuhr aber die Tour und beendete diese auf dem 13. Platz. Dabei wurde er erneut bester Jungprofi und gewann zwei Bergetappen (nach Alpe d’Huez sowie nach Guzet-Neige). Außerdem gewann er eine Etappe bei der Tour de Suisse sowie die Bronzemedaille bei den Weltmeisterschaften in Duitama, Kolumbien, hinter den Spaniern Abraham Olano und Miguel Indurain. Nach der Weltmeisterschaft verletzte er sich beim Klassiker Mailand–Turin schwer, als er wiederum mit einem Auto kollidierte.

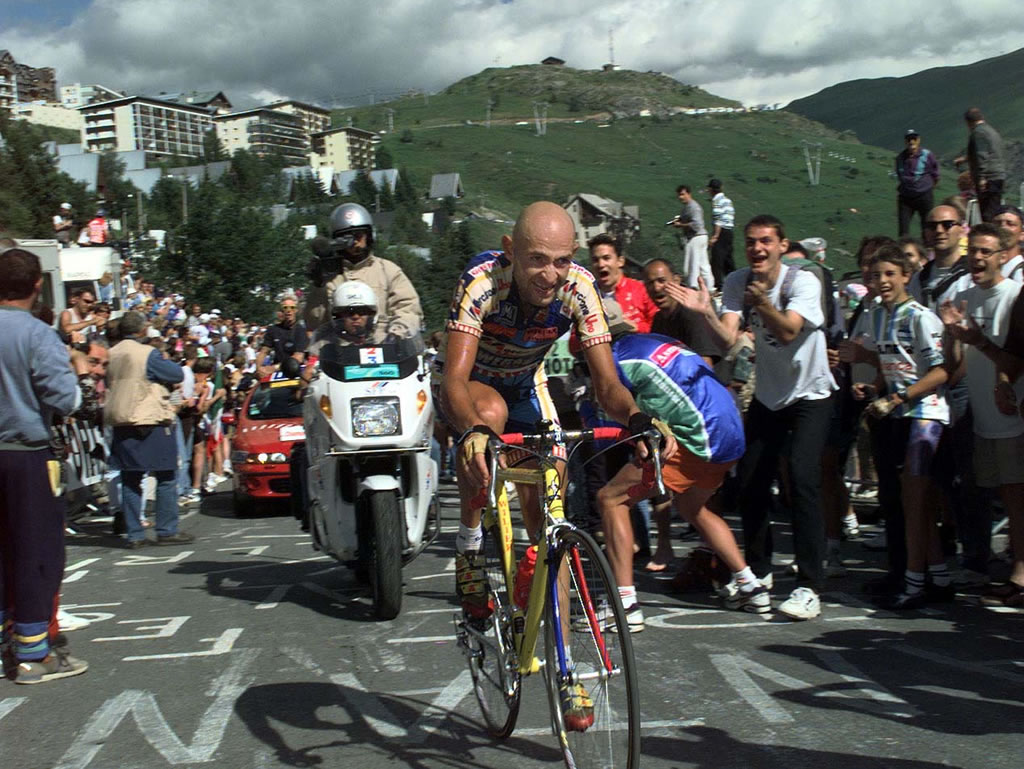
Marco Pantani erklimmt Alpe d’Huez 1997 mit neuer Bestzeit.

### Karrierehöhepunkt
Nachdem sich Carrera Jeans im Jahr 1996 vom Sponsoring des gleichnamigen Teams zurückgezogen hatte, wurde mit Pantani als Teamkapitän in Italien ein neues Profiradteam gebildet. Das Team Mercatone Uno wurde von Luciano Pezzi gegründet. Neben Pantani wurden noch zehn weitere Fahrer des ehemaligen Teams Carrera übernommen. Pantani startete im neuen Team beim Giro d’Italia 1997, stürzte allerdings auf einer der ersten Etappen, weil eine Katze die Straße überquerte, und schied frühzeitig aus. Dabei brach eine alte Verletzung, welche er sich im Jahr 1995 zugezogen hatte, wieder auf. Im selben Jahr bestritt Pantani aber die Tour de France und gewann dabei zwei Etappen in den Alpen. Dabei stellte er eine Bestzeit auf dem Weg zum Gipfel von Alpe d’Huez auf und siegte zwei Tage später auf der Bergetappe nach Morzine (Anmerkung: 1997 wurden die letzten 14,5 km nach L’Alpe d’Huez gemessen, welche aus 700 m Flachstück und 13,8 km Anstieg bestehen. Hier stellte Pantani 1997 mit 37'35" Minuten einen Rekord für 14,5 km auf. Da der eigentliche Anstieg nach Alpe jedoch nur 13,8 km lang ist, wird diese Distanz seit 1999 gemessen, und jene fuhr Pantani 1997 in 36'55", welches aber nicht sein persönlicher Rekord ist. Diesen stellte er 1995 mit 36'50" auf, welches bis heute die schnellste gemessene Zeit der letzten 13,8 km nach Alpe darstellt). In der Gesamtwertung belegte er hinter Jan Ullrich und Richard Virenque den dritten Platz.
In der Saison 1998 startete Pantani im Kreise der Favoriten auf den Titel beim Giro. Sein größter Konkurrent Alex Zülle gewann den Prolog und die sechste Etappe zum Lago di Laceno. Pantani entschied wichtige Etappen in den Bergen für sich, um einen größtmöglichen zeitlichen Vorsprung auf Zülle aufbauen zu können. Dabei konnte Pantani auf der 17. Etappe erstmals in seiner Karriere das Rosa Trikot erringen, als er die anderen Favoriten auf dem Weg über den Passo Fedaia zu Füßen der Marmolata abhängen und somit die Führung im Gesamtklassement übernehmen konnte. Er kam mit einem Vorsprung von über vier Minuten auf Zülle und knapp 30 Sekunden vor Pawel Tonkow ins Ziel und beendete die Etappe hinter Giuseppe Guerini auf dem zweiten Platz. Auf der 18. Etappe von Selva di Val Gardena zum Reiterjoch kam Pantani zeitgleich mit Tonkow ins Ziel, sodass es im Gesamtergebnis keine Veränderung gab. Auf der folgenden 19. Etappe nach Plan di Montecampione attackierte Pantani Tonkov auf den letzten Kilometern und gewann die Etappe mit einem Vorsprung von 57 Sekunden und baute so die Führung im Gesamtklassement auf knapp 90 Sekunden aus, bevor es zum letzten Zeitfahren ging – einer Schwäche Pantanis. Auf der 21. Zeitfahr-Etappe von Mendrisio nach Lugano gelang Pantani jedoch ein dritter Platz und damit die Verteidigung der Führung im Gesamtklassement. Auf der folgenden, letzten Etappe fuhr Pantani seinen ersten großen Titel sicher nach Hause. Neben dem Sieg in der Gesamtwertung gewann er auch die Bergwertung und wurde Zweiter bei der gesonderten Punktetabelle.
Im selben Jahr gewann Pantani auch die Tour de France. Auf der Königsetappe nach Les Deux Alpes nahm er dem bis dahin Gesamtführenden Jan Ullrich 8:57 Minuten ab. Obwohl Pantani beim letzten, in Montceau-les-Mines gestarteten Einzelzeitfahren wiederum viel Zeit verlor, ließ er sich bis Paris vom ersten Platz nicht mehr verdrängen. In der Tour de France 1998 gewann er auch die Sonderwertung Souvenir Henri Desgrange.

### Dopingverdacht
1999 wurde Pantani in Führung liegend beim Giro d’Italia 1999 aufgrund eines erhöhten Hämatokritwerts nach der 20. Etappe mit Ankunft in Madonna di Campiglio vom Rennen ausgeschlossen. Unmittelbar nach der Nachtruhe in der Höhe hatte Pantani einen erhöhten Hämatokrit-Wert, während der Wert am Tag zuvor noch unterhalb des Limits von 50 % gewesen war. Pantani erhielt daraufhin eine zweiwöchige Schutzsperre und konnte das Rennen nicht fortsetzen. Pantanis Anwälte erklärten später, dieser hohe Wert sei Folge eines Höhentrainings in Kolumbien, einer Dehydratation im Rennen selbst und eines schweren Traumas in Zusammenhang mit seinem 1995 erlittenen Unfall. Außerdem seien Fehler bei der Blutabnahme und Messung der Probe gemacht worden. Der Sportwissenschaftler Arnd Krüger führte aus, dass der Höhenaufenthalt über Nacht und das Testen am nächsten Morgen vor dem Frühstück bei Pantani den Hämatokritwert über Nacht um bis zu 4 % auf natürliche Weise hätte erhöhen können, da das Blutserum die Reserve darstelle, um bei entsprechendem Schweißverlust den Flüssigkeitsverlust auszugleichen.
Der unter Dopingverdacht stehende Pantani nahm dann nicht an der Tour de France 1999 teil und setzte fast ein ganzes Jahr mit dem Radsport aus. Im selben Jahr veröffentlichte die italienische Zeitung La Repubblica Informationen über das gezielte Doping im italienischen Sport, so auch über Marco Pantani und weitere Radsportler seines Teams Carrera. Der Sportwissenschaftler Francesco Conconi soll von 1993 bis 1998 die Sportler mit Erythropoetin (EPO) als Dopingmittel versorgt haben. Gestützt wurde dieser Verdacht durch die veröffentlichten Hämatokritwerte von Pantani während der Saisons von 1993 bis 1995. Seine Werte stiegen von 40,7 Prozent am 16. März auf 54,55 Prozent am 23. Mai, dem Tag, an dem die erste Etappe des Giro gestartet wurde. Dieser Wert erreichte am 8. Juni (nachdem Pantani zwei Etappen des Giro gewonnen hatte) mit 58 Prozent seinen Höhepunkt, und er blieb bis nach der Beendigung der Tour de France auf diesem hohen Niveau. In der folgenden Saison 1995 ging der Hämatokritwert von Pantani im März wieder auf 45 Prozent zurück, um im Juli während der Tour de France, nach dem Gewinn von zwei Etappen, wieder bei 56 Prozent zu liegen. Der höchste Wert betrug über 60 Prozent im Oktober 1995 nach dem Unfall bei Mailand-Turin. Auch wird in einer biologischen Expertise aus dem Jahr 2000 darauf verwiesen, dass sich mit der Einnahme von EPO alle Parameter der 1995 genommenen Proben erklären lassen würden. Auch hätten die Bluteisenwerte Pantanis beim Giro d’Italia 1999 mit 1200 Nanogramm die üblichen Werte um das Fünffache überschritten, was ebenfalls ein Indiz für die Einnahme von EPO sei.
Im Jahr 2013 veröffentlichte der Französische Senat einen Untersuchungsbericht, wonach Pantani zu den 18 Fahrern gehörte, deren mithilfe neuer Untersuchungsmethoden nachgetestete Urinproben von der Tour de France 1998 positiv auf EPO getestet wurden.
Im Juli 2024 rollte die Staatsanwaltschaft Trient Pantanis Dopingfall beim Giro 1999 wieder auf. Nach der Aussage eines Pentito habe sich der Verdacht erhärtet, dass die Camorra großes Interesse an einem damaligen Ausschluss Pantanis gehabt habe. Durch illegale Wettgeschäfte hätte die Camorra bei einem Girosieger Pantani den Bankrott riskiert. Gerüchte dieser Art seien bereits vor dem Ausschluss Pantanis bei damals inhaftierten Camorristi umgegangen und hätten sich nach weiteren Nachforschungen auch von anderer Seite nochmals erhärtet. Die Staatsanwaltschaft schließt eine Beeinflussung der bei Pantani entnommenen Blutprobe nicht aus und ermittelt in dieser Richtung. Der italienische Sportarztverband (Federazione Medico Sportiva Italiana) gab in der Folge bekannt, dass die Blutprobe Pantanis nie in ihren Dopinglabors untersucht worden sei. Die Proben seien damals lediglich von der UCI untersucht worden.

### Comeback und Tod
Pantani kehrte erst – nach einem kurzen Versuch in Spanien im März 2000 – beim Giro d’Italia 2000 in den Radsport zurück. Bei der anschließenden Tour de France 2000 gewann er zwei Etappen; eine bei der Bergankunft am Mont Ventoux und zwei Tage später die nach Courchevel. Im Rahmen einer Razzia anlässlich des Giro d’Italia 2001 wurde bei Pantani eine Spritze mit Insulin gefunden, was eine sechsmonatige Sperre sowie die Zahlung von 3000 Schweizer Franken Geldstrafe nach sich zog. Im Jahr 2003 trainierte Pantani wieder und er nahm am Giro d’Italia teil. Nur ein Sturz verhinderte eine Platzierung unter den ersten Fünf. Nachdem er nicht zur Tour de France geladen worden war, wurde im Juni 2003 bekannt, dass sich Pantani zur Behandlung von Depressionen in einer Nervenklinik aufhielt.
Am 14. Februar 2004 wurde Marco Pantani tot in einem Hotelzimmer in Rimini aufgefunden. Nachdem man mehrere leere Packungen verschiedener Antidepressiva gefunden hatte, wurde vermutet, dass er sich selbst getötet habe, was vom ermittelnden Staatsanwalt zunächst ausgeschlossen wurde.
Gemäß offiziellem Autopsie-Bericht vom 19. März 2004 starb Pantani an einer Überdosis Kokain. Er habe die letzten Tage seines Lebens völlig isoliert von Freunden und Familie in dem Hotelzimmer verbracht, in dem er später tot aufgefunden wurde. Pantanis Exfreundin berichtete später in einem Interview mit der Schweizer Zeitung L’Hebdo, dass Pantani nach seinem Ausschluss vom Giro d’Italia 1999 begonnen habe, Kokain zu konsumieren, und an depressiven Zuständen gelitten habe.
Ende Juli 2014 wurden die Todesfallermittlungen durch die Staatsanwaltschaft Rimini wieder aufgenommen. Es bestand der Verdacht des Totschlags. Untersucht wurde, ob Pantani Streit mit einer Person gehabt habe, die ihn zwang, die Überdosis Kokain zu sich zu nehmen. Im März 2015 wurde die Mordtheorie nach den Ergebnissen eines medizinischen Gutachtens der Universität Verona nicht bestätigt. Der Tod sei durch Herzversagen nach eigenmächtiger Einnahme mehrerer Substanzen eingetreten. Obwohl das Einwirken Dritter von der Staatsanwaltschaft, die das Verfahren einstellte, ausgeschlossen wurde, blieb offen, ob Pantani gezielt den Freitod gesucht habe. Hiergegen gerichtete Rechtsmittel von Pantanis Familie blieben nach der abschließenden Entscheidung des italienischen Kassationsgerichts im September 2017 endgültig erfolglos.

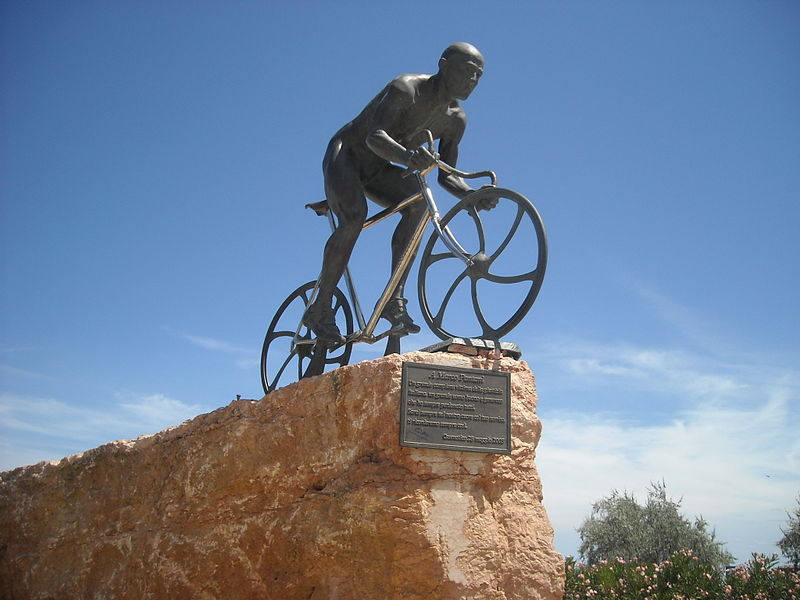
Statue zur Erinnerung an Marco Pantani in Cesenatico (2008)

## Privates
Pantani erwarb in seinem Heimatort eine Pizzeria, die er seinem Vater schenkte und in der auch seine Schwester arbeitete.

## Erfolge
- Tour de France 1998
- Giro d’Italia 1998
- Murcia-Rundfahrt 1999
- Bronzemedaille Weltmeisterschaft Straßenrennen 1995
- Bester Jungprofi der Tour de France 1994 und 1995
- Etappensiege:
  - 8 × Tour de France
  - 8 × Giro d’Italia
  - 1 × Tour de Suisse

## Auszeichnungen
- Vélo d’Or: 1998
- Italiens Sportler und Weltsportler des Jahres (La Gazzetta dello Sport): 1998

## Gedenken
- In Erinnerung an Marco Pantani wird seit 2004 jährlich das Gedenkrennen Memorial Marco Pantani durch seine Heimatstadt Cesenatico sowie durch seine Geburtsstadt Cesena ausgerichtet.
- Mehrere Denkmale wurden für Pantani errichtet:
  - Viale Giosuè Carducci 188, 47042 Cesenatico. – Bronze / Rennradrahmen aus nichtrostendem Stahl / Rampe aus rötlichen Stein. Aufgestellt vor 2008. Später fehlt die Gedenktafel am Kopf der Rampe, diese von einem Holzzaun umgeben, neue Gedenktafel aus 2014 aus Bronze davor aufgestellt „A ricordo del Pirata | Marco Pantani …“.[37][38]
  - Am oberen Rand des Colle Fauniera, auch Colle dei Morti[39] genannt, vom Bildhauer Benone Olaru[40], in den italienischen Alpen. – Nur Körper, Lenkergriffe und Sattel sind genauer aus einem einzigen Steinblock herausgearbeitet.[41]
  - Frankreich, Col du Galibier, Nordseite – „monument Pantani Forever 2011“, Gedenkstele aus Glasplatte, Scherenschnitt des Rennrads aus rostendem Eisen. Pantani setzte hier 1998 im strömenden Regen den entscheidenden Antritt zum Gewinn der Tour.[42][43]

## Grand-Tour-Platzierungen
| Grand Tour            | 1993 | 1994 | 1995 | 1996 | 1997 | 1998 | 1999 | 2000 | 2001 | 2002 | 2003 |
| --------------------- | ---- | ---- | ---- | ---- | ---- | ---- | ---- | ---- | ---- | ---- | ---- |
| Giro d’ItaliaGiro     | DNF  | 2    | –    | –    | DNF  | 1    | DNF  | 28   | DNF  | DNF  | 14   |
| Tour de FranceTour    | –    | 3    | 13   | –    | 3    | 1    | –    | DNF  | –    | –    | –    |
| Vuelta a EspañaVuelta | –    | –    | DNF  | –    | –    | –    | –    | –    | DNF  | –    | –    |